# In Utero
In Utero (lateinisch für „In der Gebärmutter“) ist das dritte und letzte Studioalbum der US-amerikanischen Rockband Nirvana. Es wurde am 13. September 1993 veröffentlicht und gemeinsam mit Steve Albini produziert.

## Produktion
Während der Aufnahmen Ende 1992 trug das Album den Arbeitstitel I Hate Myself and I Want to Die, benannt nach dem ebenfalls bei den Aufnahmen entstandenen Song.
Als Produzent wurde Steve Albini gewählt, der über eine langjährige Erfahrung in der US-amerikanischen Indierock- und Punkszene verfügte. Neben seiner Produzententätigkeit war er auch Musiker bei den Gruppen Rapeman und Big Black. Die Songs wurden innerhalb von zwei Wochen aufgenommen.

## Stil
Mit Titeln wie Scentless Apprentice, eine lyrische Vertonung des Romans Das Parfum von Patrick Süskind, oder Milk It zeigten Nirvana sich von ihrer aggressiven, experimentelleren Seite und verzichteten überwiegend auf die allgemein üblichen Abläufe ihrer Songs. Manchmal wird das Strophe-Refrain-Schema auch modifiziert oder erweitert. Wie auch auf Nevermind gab es auf dem Album erneut einen versteckten Track (Gallons of Rubbing Alcohol Flow Through the Strip), welcher 20 Minuten nach dem Ende von All Apologies einsetzte (bei 24:00 Minuten).

## Artwork
Das Albumcover wurde von Kurt Cobain selbst in Zusammenarbeit mit Robert Fisher gestaltet. Cobain fertigte dazu verschiedene Miniaturen und eingefärbte Gipsformen für das rückseitige Cover an.
Das Cover ziert eine weibliche Figur mit Engelsflügeln. Sie hat eine gläserne Haut, so dass man Adern, Muskeln und Knochen erkennen kann. Der Mutterleib ist mit einem Darm ausgefüllt. Die Figur hat die Arme empfängnishaft ausgebreitet.
Die Rückseite zeigt eine von Cobain in rosa eingefärbte 3D-Collage. Hier liegen Föten und ausgewachsene Babys in einem Brei aus Blumen, Knochen und Innereien gehäuft. Um das Bild herum sind mittels Computer verschiedene Symbole angereiht:
| - Mutterschwein - Krug - Bienenwabe - Delphin - Triangel - Stute - Rose - Baubo - Durchmesser - Porzellanschnecke | - Athenes - Endlosigkeit - Labrys - Strohpuppe - Ceres - Handrassel - Erinye - Pluto - Mohnblume |

Das dem Album beiliegende Begleitheft enthält eine anatomische Zeichnung des Künstlers Alex Grey mit dem Titel Muscle System (Pregnant Woman), diese Zeichnung bildet den Körperaufbau einer schwangeren Frau ab.

## Titelliste
1. Serve the Servants – 3:34
2. Scentless Apprentice – 3:47
3. Heart-Shaped Box – 4:39
4. Rape Me – 2:49
5. Frances Farmer Will Have Her Revenge on Seattle – 4:07
6. Dumb – 2:29
7. Very Ape – 1:55
8. Milk It – 3:52
9. Pennyroyal Tea – 3:36
10. Radio Friendly Unit Shifter – 4:49
11. tourette’s – 1:33
12. All Apologies – 3:50; bei 24:00 setzt das Lied Gallons of Rubbing Alcohol Flow Through the Strip – 7:33 ein

Die Gesamtdauer beträgt 1:08:45 Stunden, davon sind ca. 20:10 Minuten Stille zwischen dem Ende von All Apologies und dem Anfang von Gallons of Rubbing Alcohol Flow Through the Strip.
Gallons of Rubbing Alcohol Flow Through the Strip wurde im Januar 1993 in Rio de Janeiro aufgenommen, alle anderen Songs im Februar 1993 in Minnesota.
Fast alle Titel wurden von Kurt Cobain geschrieben. Einzig die Titel Scentless Apprentice und Gallons of Rubbing Alcohol Flow Through the Strip entstanden als Werk der ganzen Band. Letzterer ist einem spontanen Jam entsprungen.

## Tournee
Noch im Herbst ging die Band zusammen mit Pat Smear, der zuvor bei der Band The Germs gespielt hatte, an der zweiten Gitarre auf eine ausverkaufte Welttournee. Im Rahmen der Tour gaben sie auch das später als Live-Platte veröffentlichte Konzert MTV Unplugged in New York, bei dem sie zahlreiche ihrer Lieder in einer akustischen Version neu interpretierten.
Die Tour für die Promotion von In Utero begann am 18. Oktober 1993 in Phoenix, Arizona in den USA. Verschiedene Bands wie Mudhoney, The Breeders oder die Meat Puppets übernahmen das Vorprogramm. Für den ersten Abschnitt der Tournee reiste die Band mehrere Monate durch die USA und Kanada. Das letzte Konzert dieses Abschnitts fand in Seattle, Washington am 8. Jänner 1994 statt und wurde schließlich auch das letzte Konzert der Band in den USA. Neben dem MTV Unplugged in New York Livealbum wurde am 13. Dezember 1993 ein weiteres Konzert von Nirvana in Seattle professionell aufgezeichnet und auf MTV im Rahmen des Programms Live and Loud ausgestrahlt.
Nach dem Abschluss der Tour durch Nordamerika flog die Band Anfang Februar 1994 für weitere Konzerte nach Europa. Die Cellistin Melora Creager begleitete die Band auf diesem Tourabschnitt und ersetzte Lori Goldston, die die Konzerte in Nordamerika unterstützt hatte. Ihren ersten Auftritt spielten Nirvana in einer französischen Fernsehsendung, wo ein Set aus drei Songs präsentiert wurde. Das erste tatsächliche Konzert fand am 6. Februar in Cascais in Portugal statt, wo die Buzzcocks als Vorgruppe spielten und die Band bis zum 21. Februar begleiteten, wo sie schließlich durch die Melvins abgelöst wurden. Nach dem ersten Konzert in Portugal machte die Tour unter anderem Halt in Spanien, Frankreich und Italien. Am 23. Februar wurde ein Fernsehauftritt in einer italienischen Fernsehsendung aufgezeichnet, der zwei Songs beinhaltete.
Am 1. März 1994 spielte die Band ein Konzert in München. Dieses Konzert sollte das letzte mit Kurt Cobain darstellen, da die Tour am folgenden Tag aufgrund von Cobains gesundheitlichen Problemen, hervorgerufen durch Drogenkonsum sowie Bronchitis und einer Halsentzündung, abgebrochen wurde. Schließlich wurde Kurt Cobain am 8. April 1994 tot in seinem Haus in Seattle gefunden.
Die Konzerte dieser Tour umfassten hauptsächlich Material der Alben In Utero und Nevermind. Die Setlist des Konzerts in Cascais am 6. Februar 1994 sah beispielsweise wie folgt aus:
- Radio Friendly Unit Shifter
- Drain You
- Breed
- Serve The Servants
- Come As You Are
- Smells Like Teen Spirit
- Sliver
- Dumb
- In Bloom
- About A Girl
- Lithium
- Pennyroyal Tea
- School
- Polly
- Very Ape
- Sappy
- Rape Me
- Territorial Pissings
- Jesus Doesn't Want Me For A Sunbeam
- The Man Who Sold The World
- All Apologies
- On A Plain
- Scentless Apprentice
- Heart-Shaped Box
- Blew[23]

## Singleauskopplungen
Am 30. August 1993 wurde die erste Single Heart-Shaped Box ausgekoppelt, die Platz fünf der britischen Charts erreichte. Die zweite Auskopplung All Apologies / Rape Me erschien am 6. Dezember 1993 und belegte Rang 32 der britischen Charts. Am 8. April 1994 wurde mit Pennyroyal Tea die dritte Single veröffentlicht. Diese wurde jedoch kurz nach der Auslieferung an den Handel aufgrund des unerwarteten Selbstmordes des Sängers Cobain zurückgezogen, so dass nur wenige hundert Exemplare in Umlauf kamen und heute noch begehrte Sammlerobjekte darstellen.
| Jahr | Titel                   | Höchstplatzierung, Gesamtwochen, AuszeichnungChartplatzierungen (Jahr, Titel, , Platzierungen, Wochen, Auszeichnungen, Anmerkungen) | Höchstplatzierung, Gesamtwochen, AuszeichnungChartplatzierungen (Jahr, Titel, , Platzierungen, Wochen, Auszeichnungen, Anmerkungen) | Höchstplatzierung, Gesamtwochen, AuszeichnungChartplatzierungen (Jahr, Titel, , Platzierungen, Wochen, Auszeichnungen, Anmerkungen) | Höchstplatzierung, Gesamtwochen, AuszeichnungChartplatzierungen (Jahr, Titel, , Platzierungen, Wochen, Auszeichnungen, Anmerkungen) | Höchstplatzierung, Gesamtwochen, AuszeichnungChartplatzierungen (Jahr, Titel, , Platzierungen, Wochen, Auszeichnungen, Anmerkungen) | Anmerkungen                                                |
| Jahr | Titel                   | DE | AT | CH | UK | US | Anmerkungen                                                |
| ---- | ----------------------- | --- | --- | --- | --- | --- | ---------------------------------------------------------- |
| 1993 | Heart-Shaped Box        | — | — | — | UK5 Platin · (5 Wo.)UK | — | Erstveröffentlichung: 30. August 1993 Verkäufe: + 860.000  |
| 1993 | All Apologies / Rape Me | — | — | — | UK32 Silber (All Apologies) + Silber (Rape Me) · (5 Wo.)UK                                                                          | — | Erstveröffentlichung: 6. Dezember 1993 Verkäufe: + 270.000 |
| 1994 | Pennyroyal Tea          | — | — | — | — | — | Erstveröffentlichung: 1. April 1994 Verkäufe: + 35.000     |

## Rezeption

### Rezensionen
- Das Album belegt Platz 435 auf der Liste der 500 besten Alben aller Zeiten des Rolling Stone.[26]
- In Utero belegt Platz sieben auf der Liste der 100 besten Album der 1990er des Rolling Stone.[6]

### Preise
- Bei den Grammy Awards 1994 wurde In Utero in der Kategorie Best Alternative Music Album nominiert, unterlag jedoch Zooropa von U2.[27]

## Kommerzieller Erfolg

### Chartplatzierungen
Nach der Veröffentlichung am 13. September 1993 stieg In Utero sofort auf Platz eins der britischen und US-amerikanischen Billboard-Charts. Probleme gab es bei den Albumverkäufen mit der Kaufhauskette Wal-Mart. Diese forderte eine editierte Version des Albums. So wurde der Titel Rape Me in Waif Me umbenannt, die umseitige Collage Cobains retuschiert und statt Babys und Föten sahen die Wal-Mart-Käufer Frösche.
Am 27. September 1993 stieg das Album auf Platz 50 in die deutschen Charts ein, erreichte zwei Wochen später mit Rang 14 die Höchstposition und konnte sich insgesamt 17 Wochen in den Top 100 halten. Darüber hinaus avancierte In Utero auch in Schweden zum Nummer-eins-Album.
| ChartsChartplatzierungen       | Höchstplatzierung | Wochen |
| ------------------------------ | ----------------- | ------ |
| Deutschland (GfK)              | 14 (17 Wo.)       | 17     |
| Österreich (Ö3)                | 8 (17 Wo.)        | 17     |
| Schweiz (IFPI)                 | 16 (13 Wo.)       | 13     |
| Vereinigte Staaten (Billboard) | 1 (94 Wo.)        | 94     |
| Vereinigtes Königreich (OCC)   | 1 (62 Wo.)        | 62     |

### Auszeichnungen für Musikverkäufe
In Utero erhielt im Jahr 2024 für mehr als sechs Millionen verkaufte Einheiten in den Vereinigten Staaten eine 6-fache Platin-Schallplatte. Die weltweiten Verkaufszahlen belaufen sich auf über 15 Millionen.
| Land/Region                  | Auszeichnungen für Musikverkäufe (Land/Region, Auszeichnung, Verkäufe) | Verkäufe  |
| ---------------------------- | ---------------------------------------------------------------------- | --------- |
| Argentinien (CAPIF)          | Platin                                                                 | 60.000    |
| Australien (ARIA)            | 2× Platin                                                              | 140.000   |
| Belgien (BRMA)               | Platin                                                                 | 50.000    |
| Brasilien (PMB)              | Gold                                                                   | 100.000   |
| Deutschland (BVMI)           | Gold                                                                   | 250.000   |
| Frankreich (SNEP)            | Platin                                                                 | 300.000   |
| Italien (FIMI)               | Platin                                                                 | 50.000    |
| Japan (RIAJ)                 | Platin                                                                 | 200.000   |
| Kanada (MC)                  | 6× Platin                                                              | 600.000   |
| Mexiko (AMPROFON)            | Gold                                                                   | 100.000   |
| Neuseeland (RMNZ)            | 3× Platin                                                              | 45.000    |
| Niederlande (NVPI)           | Gold                                                                   | 50.000    |
| Norwegen (IFPI)              | Gold                                                                   | 25.000    |
| Österreich (IFPI)            | Gold                                                                   | 25.000    |
| Polen (ZPAV)                 | Gold                                                                   | 50.000    |
| Portugal (AFP)               | Gold                                                                   | 3.500     |
| Schweden (IFPI)              | Gold                                                                   | 50.000    |
| Spanien (Promusicae)         | Platin                                                                 | 100.000   |
| Vereinigte Staaten (RIAA)    | 6× Platin                                                              | 6.000.000 |
| Vereinigtes Königreich (BPI) | 3× Platin                                                              | 900.000   |
| Insgesamt                    | 9× Gold · 26× Platin ·                                                 | 9.088.500 |

Hauptartikel: Nirvana/Auszeichnungen für Musikverkäufe